# فورتی‌نت
فورتی‌نت (به انگلیسی: Fortinet) یک شرکت چند ملیتی آمریکایی است که مقر آن در سانی‌ویل، کالیفرنیا است. این شرکت محصولاتی همچون نرم‌افزار، لوازم و خدمات سایبر، مانند فایروال‌ها، ضد ویروس، پیشگیری از نفوذ و امنیت فعالیت دارند این شرکت چهارمین شرکت امنیت شبکه به‌شمار می‌رود.
فورتی نت در سال ۲۰۰۰ توسط برادران کن و مایکل کی تأسیس شد؛ و در سال ۲۰۰۴ ده دستگاه FortiGate در حوزه امنیت را معرفی کرد.
دیدگاه فورتی نت از ابتدا ارائه امنیت گسترده، یکپارچه و با کارایی بالا در زیرساخت فناوری اطلاعات بوده‌است. این کمپانی امنیت شبکه و محتوا را با نرخ بالایی فراهم می‌آورد. Security fabric یکپارچه فورتی نت ترکیبی از پردازنده‌های امنیتی، یک سیستم عامل بصری و هوش تهدید اعمال شده، است که همراه با امکان مدیریت آسان، امنیت بهبودیافته، عملکرد استثنائی، دید بهتر و کنترل مناسب تری را فراهم می‌کند.
به منظور ارائه مجموعه گسترده‌ای از عملکردهای امنیتی و شبکه‌های نسل بعدی، پلتفرم فایروالهای تجاری فورتی نت با نام فورتی گیت، در طیف گسترده‌ای از اندازه‌ها و فرم‌ها متناسب با هر محیط، در دسترس هستند که از آنها می‌توان به عنوان سیستم یکپارچه مدیریت تهدید استفاده نمود.
محصولات فورتی گیت با فراهم آوردن زیرساخت امنیتی end to end ساده و پایداری قابل پیاده‌سازی بوده و ویژگی‌های زیر را پوشش می‌دهند:
- Network security
- Multi-Cloud security
- Web Application Security
- Email security
- Advanced Threat Protection
- Secure Unified Access
- Endpoint security
- Management and Analytics